# Joanna Leszczyńska

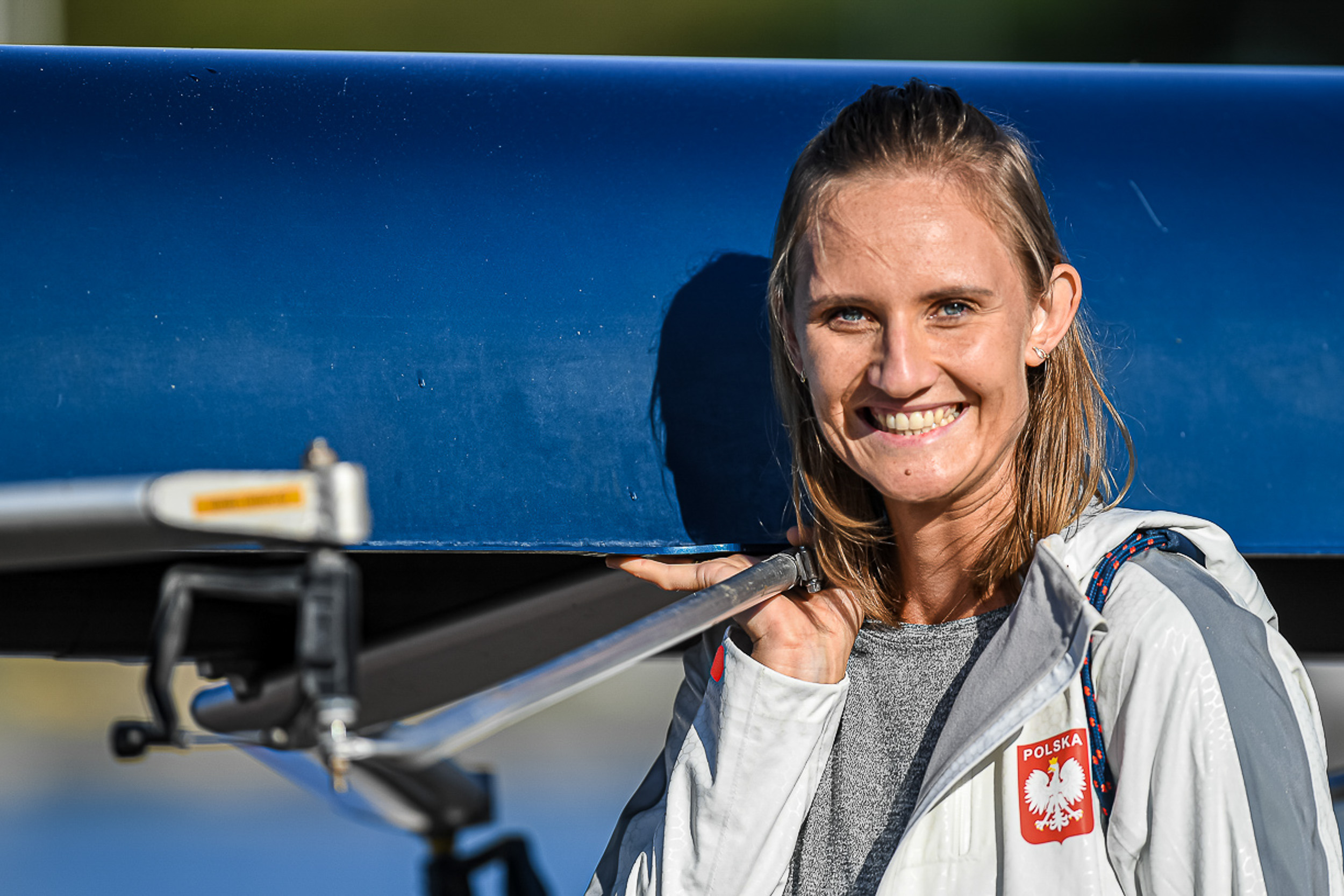
Joanna Leszczyńska (2019)

Joanna Leszczyńska (* 18. Dezember 1988 in Warschau) ist eine polnische Ruderin.
Joanna Leszczyńska begann 2002 mit dem Rudersport. Bei den U23-Weltmeisterschaften 2007 belegte sie den 5. Platz mit dem Achter, 2008 gewann sie die Silbermedaille. Ebenfalls 2008 belegte sie mit dem polnischen Achter den fünften Platz bei den Europameisterschaften. 2009 folgten der dritte Platz bei den U23-Weltmeisterschaften, der siebte Platz bei den Weltmeisterschaften und der fünfte Platz bei den Europameisterschaften. Auch in den nächsten beiden Jahren ruderte Leszczyńska im polnischen Achter, erreichte aber nur mit dem sechsten Platz bei den Europameisterschaften 2011 ein A-Finale bei internationalen Meisterschaften.
2012 wechselte die 1,83 m große Ruderin vom Riemenrudern zum Skullrudern. Mit dem polnischen Doppelvierer qualifizierte sie sich für die olympische Regatta in Eton, dort belegte das Boot den achten und letzten Platz in der Besetzung Kamila Soćko, Joanna Leszczyńska, Sylwia Lewandowska und Natalia Madaj. In der gleichen Besetzung gewann der polnische Doppelvierer zum Saisonausklang 2012 die Silbermedaille bei den Europameisterschaften hinter den Ukrainerinnen, die mit drei Olympiasiegerinnen angetreten waren. Im Jahr darauf belegte der polnische Doppelvierer mit Maria Springwald, Joanna Leszczyńska, Sylwia Lewandowska und Agnieszka Kobus bei den Europameisterschaften 2013 den fünften Platz. Bei den Weltmeisterschaften 2013 ruderten Lewandowska und Leszczyńska zusammen mit Magdalena Fularczyk-Kozłowska und Natalia Madaj und gewannen die Bronzemedaille. Bei den Weltmeisterschaften 2014 belegte der Vierer mit Lewandowska, Leszczyńska, Springwald und Kobus den achten Platz. 2015 erkämpfte der polnische Doppelvierer mit Kobus, Leszczyńska, Springwald und Monika Ciaciuch Bronze bei den Europameisterschaften vor heimischem Publikum in Posen. Mit dem vierten Platz bei den Weltmeisterschaften 2015 qualifizierte sich der polnische Doppelvierer für die Olympischen Sommerspiele 2016. In die Olympiasaison startete der polnische Doppelvierer in der gleichen Besetzung wie im Vorjahr mit einem Sieg beim Ruder-Weltcup in Varese. Bei den Europameisterschaften 2016 gewannen die Polinnen die Silbermedaille hinter dem deutschen Boot. Bei den Olympischen Spielen in Rio de Janeiro gewann der polnische Doppelvierer die Bronzemedaille.